# Catedral de Cortona

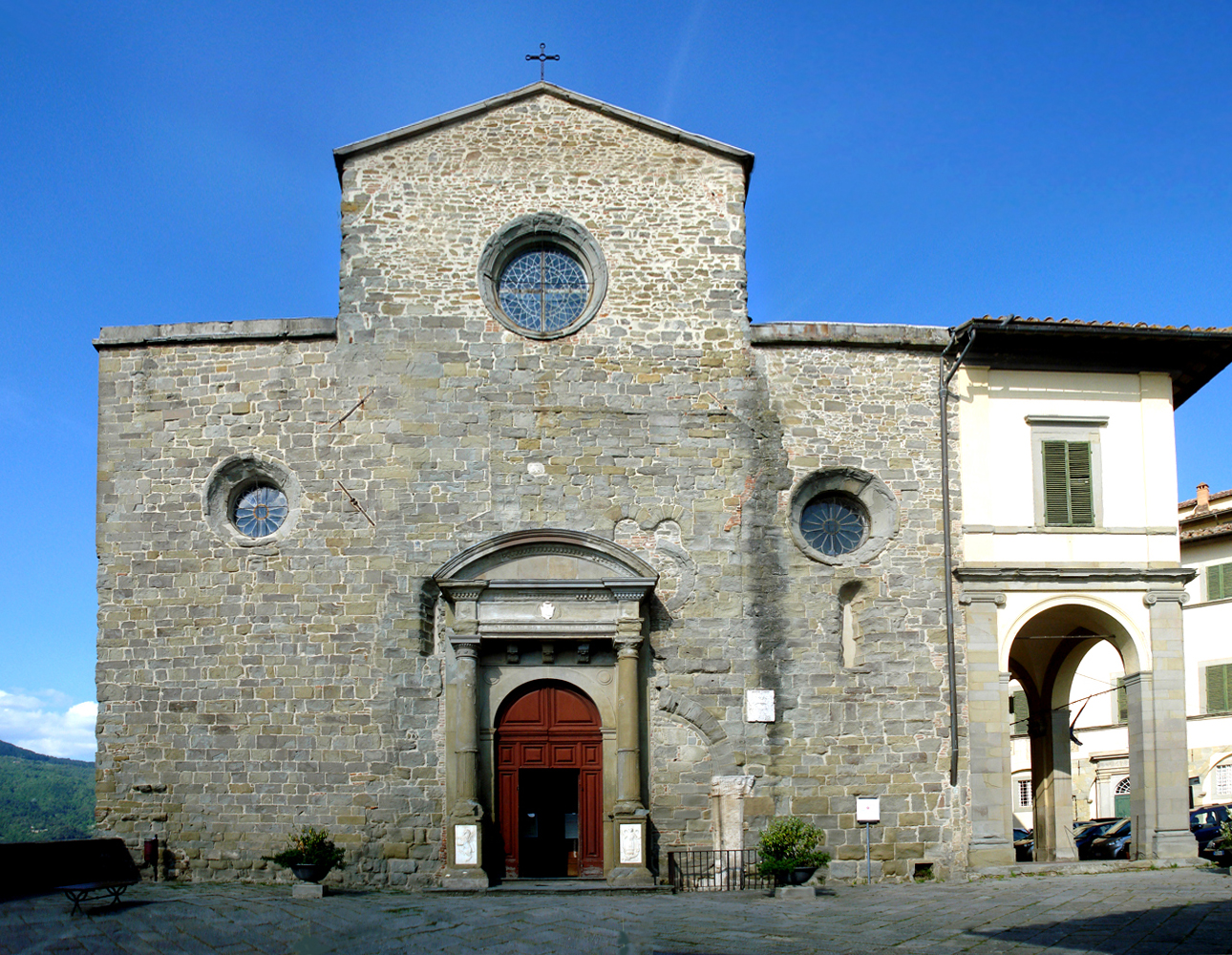
Fachada

A Catedral de Cortona, dedicada à Virgem Maria, é a sede episcopal da comuna de Cortona, na Itália.
Foi construída sobre as ruínas de um templo pagão e é documentada desde o século XI. Foi escolhida como catedral em 1325 quando a diocese de Cortona foi criada. No século XV iniciou-se um processo de reconstrução do prédio, e em 1507 o papa Júlio II atribuiu-lhe oficialmente o título de catedral. Sua forma renascentista foi mais tarde obscurecida por outras reformas, e ainda subsistem traços da igreja românica primitiva na fachada. 
O interior é dividido em três naves, cobertas por abóbadas criadas no século XVIII e decoradas com pinturas em torno de 1820 por Giovanni Brunacci; na mesma época foi acrescentado o arco da capela-mor, pouco mais tarde as janelas ovais, e no final do século a pavimentação. As janelas do lado direito foram ocluídas no século XVI quando se construiu uma galeria de arcos anexa à igreja, e nesse período foi erguido o campanário. Diversas obras de arte adornam o interior, destacando-se uma Adoração dos Pastores de Pietro da Cortona (c. 1663), a Assunção de Maria, de Andrea del Sarto, a Consagração da igreja do Santíssimo Salvador, de Andrea Commodi (1607), uma Pietà em terracota policroma do século XIII, e do século XVII se preservam uma Madona e santos de Lorenzo Berrettini, um São Sebastião de Lazzaro Baldi, um Crucifixo de Andrea Sellari e uma Comunhão da Madonna, de Salvi Castellucci, entre outras peças.